# Amer International Group
Die Amer International Group Limited (chinesisch: 深圳正威集團 有限公司, Pinyin: Shēnzhèn zhèngwēi jítuán yǒuxiàn gōngsī) ist ein chinesisches Industriekonglomerat, das vorwiegend in der Rohstoffförderung und der Metallverarbeitung tätig ist. Derzeit hat das Unternehmen vier inländische Sitze in Shenzhen (Hauptsitz), Shanghai, Tianjin, Chongqing und drei internationale Hauptsitze in Singapur, Genf und Los Angeles. Die Amer International Group besteht aus sechs Hauptgeschäftsbereichen und Investitionsfeldern: Gesundheitswesen, Energie, Finanzen, Produktion, Ressourcen und Kultur.
Im Geschäftsjahr 2017 lag der Umsatz bei 72,766 Milliarden US-Dollar (USD) und der Gewinn bei 1,545 Milliarden USD. In der Rangliste der weltweit größten Unternehmen nach Umsatz belegte es damit Platz 101. Im Jahr 2018 war Amer das zweitgrößte private Industrieunternehmen und drittgrößte private Unternehmen in China.

## Geschichte
Das Unternehmen wurde 1995 in Shenzhen von Wang Wenyin gegründet und war anfangs ein einfacher Kabelhersteller. Der Name Amer ist von Amerika abgeleitet. Aufgrund der hohen Nachfrage aus der schnell wachsenden chinesischen Wirtschaft expandierte das Unternehmen rasant und stieg bald darauf in den Rohstoffhandel und den Bergbau mit Fokus auf die Produktion von Kupfer ein. Einige Tochterunternehmen sind zudem in verschiedenen Feldern außerhalb der Rohstoffverarbeitung tätig. In Chizhou, Provinz Anhui, weihte der Konzern 2011 den Amer Semiconductor Park für die Produktion von Mikrochips ein. Andere Sparten produzieren u. a. Smartphones, unbemannte Flugzeuge, Möbel und Marmorskulpturen.
Im Jahr 2015 gab das amerikanische Mineralentwicklungs-, Explorations- und Bergbauunternehmen General Moly eine strategische Partnerschaft mit der Amer International Group bekannt. Gemäß den Bedingungen der Partnerschaft erwarb Amer Aktien an Moly im Wert von 40 Millionen US-Dollar und gab ein Darlehen von 700 Millionen US-Dollar zur Entwicklung von Bergbauprojekten.